# The Speeder
The Speeder è un cortometraggio muto del 1922 diretto da Lloyd Bacon.

## Produzione
Il film fu prodotto dalla Lloyd Hamilton Corporation.

## Distribuzione
Distribuito dalla Educational Film Exchanges, il film - un cortometraggio in due bobine - uscì nelle sale cinematografiche degli Stati Uniti il 24 settembre 1922.